# Szvetiszláv Sasics
Szvetiszláv Sasics, född 19 januari 1948 i Sátoraljaújhely i Borsod-Abaúj-Zemplén, död 13 maj 2025 i Budapest, var en ungersk idrottare inom modern femkamp.
Han tog OS-brons i lagtävlingen i samband med de olympiska tävlingarna i modern femkamp 1976 i Montréal.